# Sebseb
Sebseb est une commune de la wilaya de Ghardaïa en Algérie située à 63 km au sud de Ghardaïa.

## Géographie
La superficie de la commune est de 5 640 km2.